# Nécropole nationale de Bray-sur-Somme
La nécropole nationale de Bray-sur-Somme est un cimetière militaire de la Grande Guerre, situé sur le territoire de la commune de Bray-sur-Somme, dans le département de la Somme, à l'est d'Amiens.

## Historique
La nécropole a été créée au cours de la Grande Guerre, Bray-sur-Somme, située à l'arrière immédiat du front possédait un hôpital militaire. La plupart des corps inhumés sont ceux de soldats tués au cours de la Bataille de la Somme
En 1923 et 1935, on a transféré dans la nacropole de Bray, des dépouilles provenant de cimetières militaires des environs.

## Caractéristiques
Le cimetière a une superficie de 0,43 ha et compte 1 045 dépouilles de soldats (dont un Britannique), 943 en tombes individuelles et 102 en ossuaire.

## Galerie

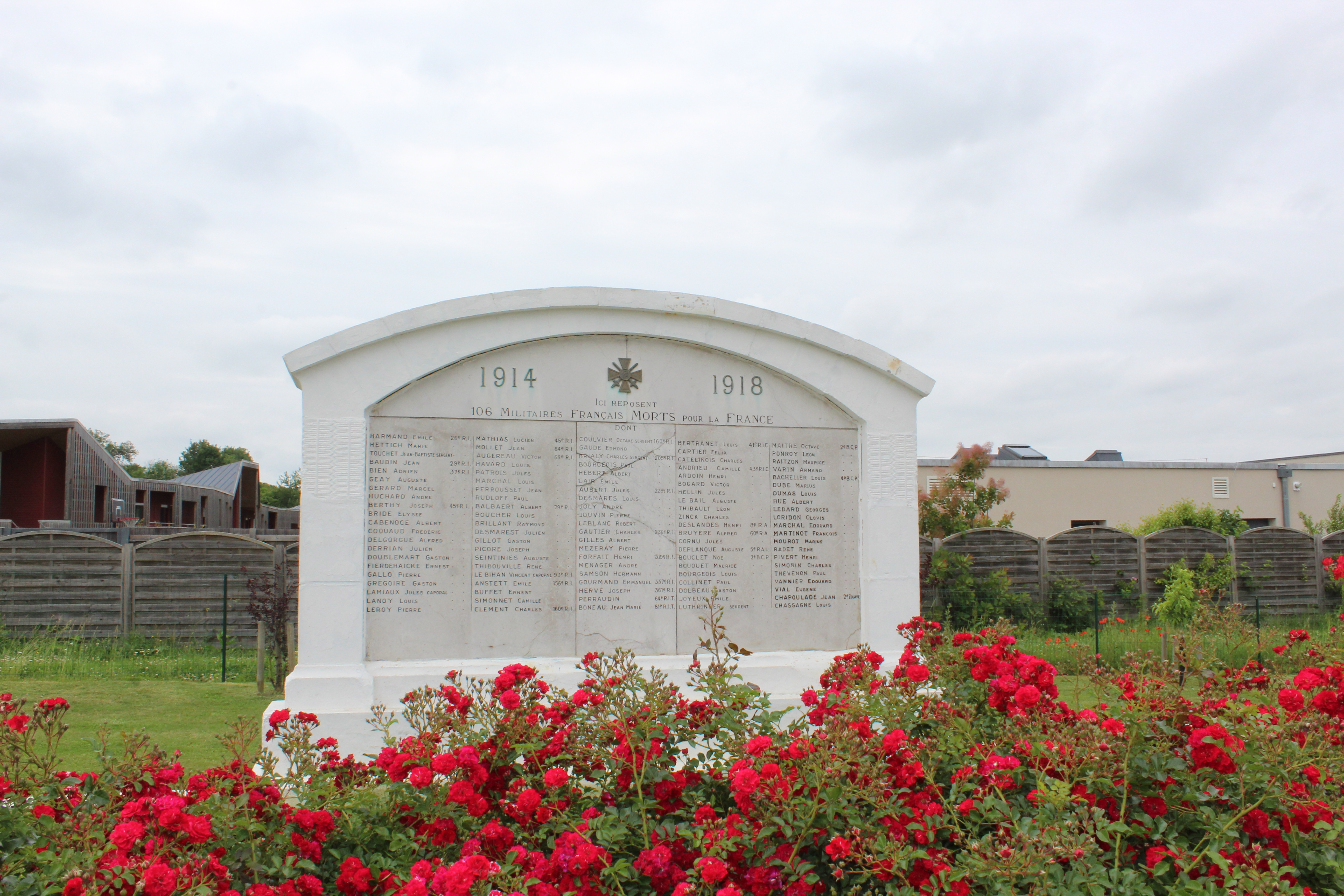
Tombe commune de 106 soldats français.
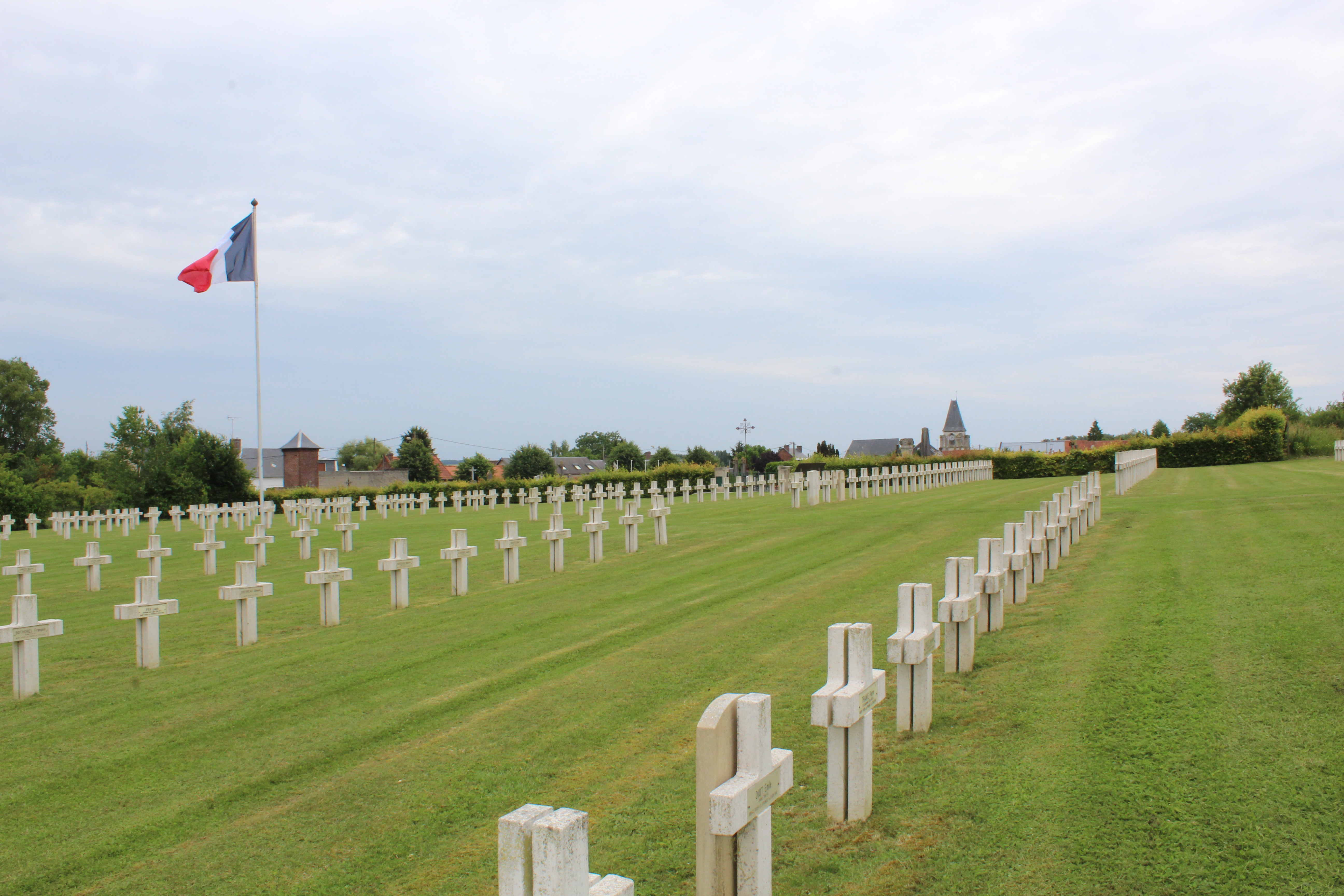
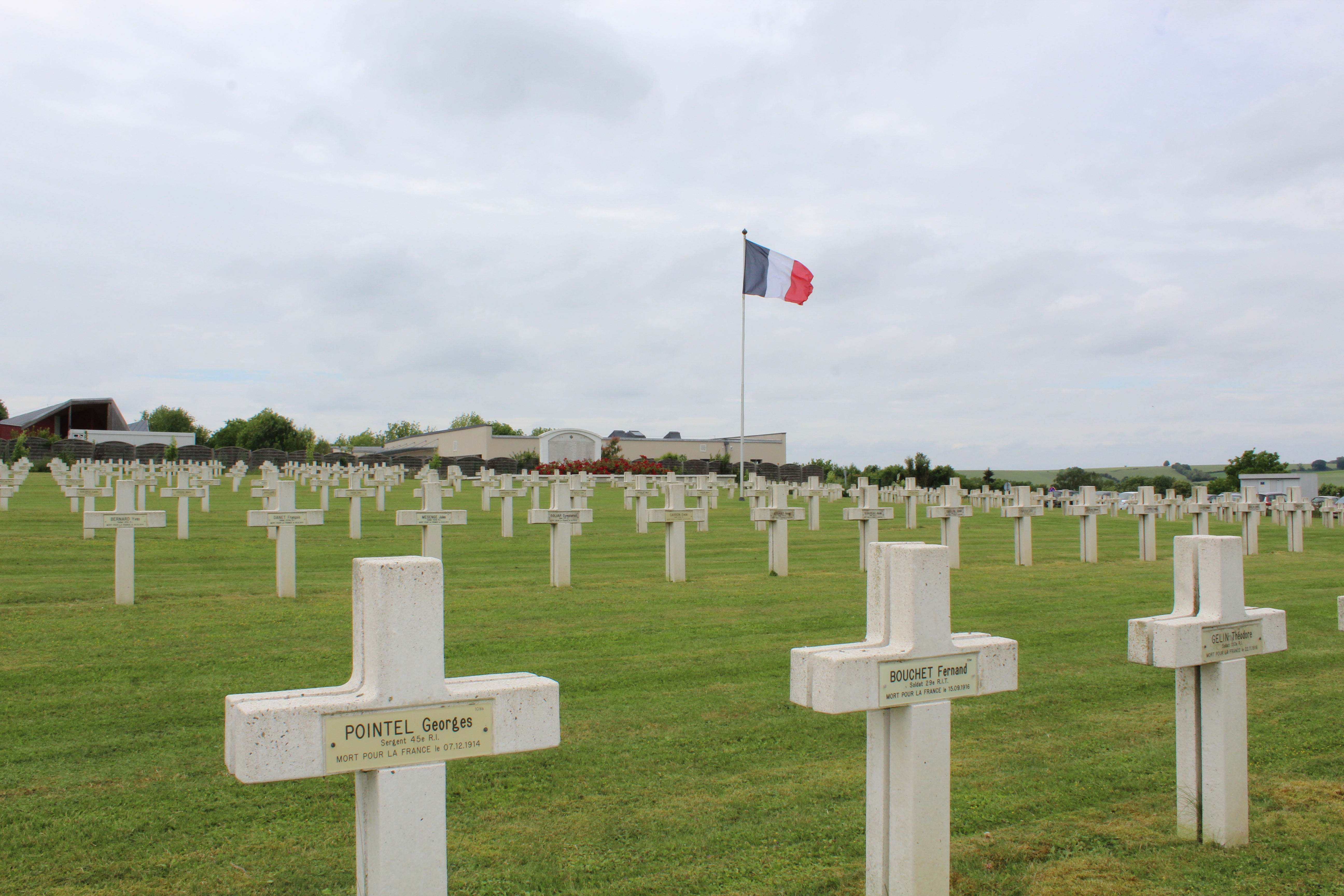
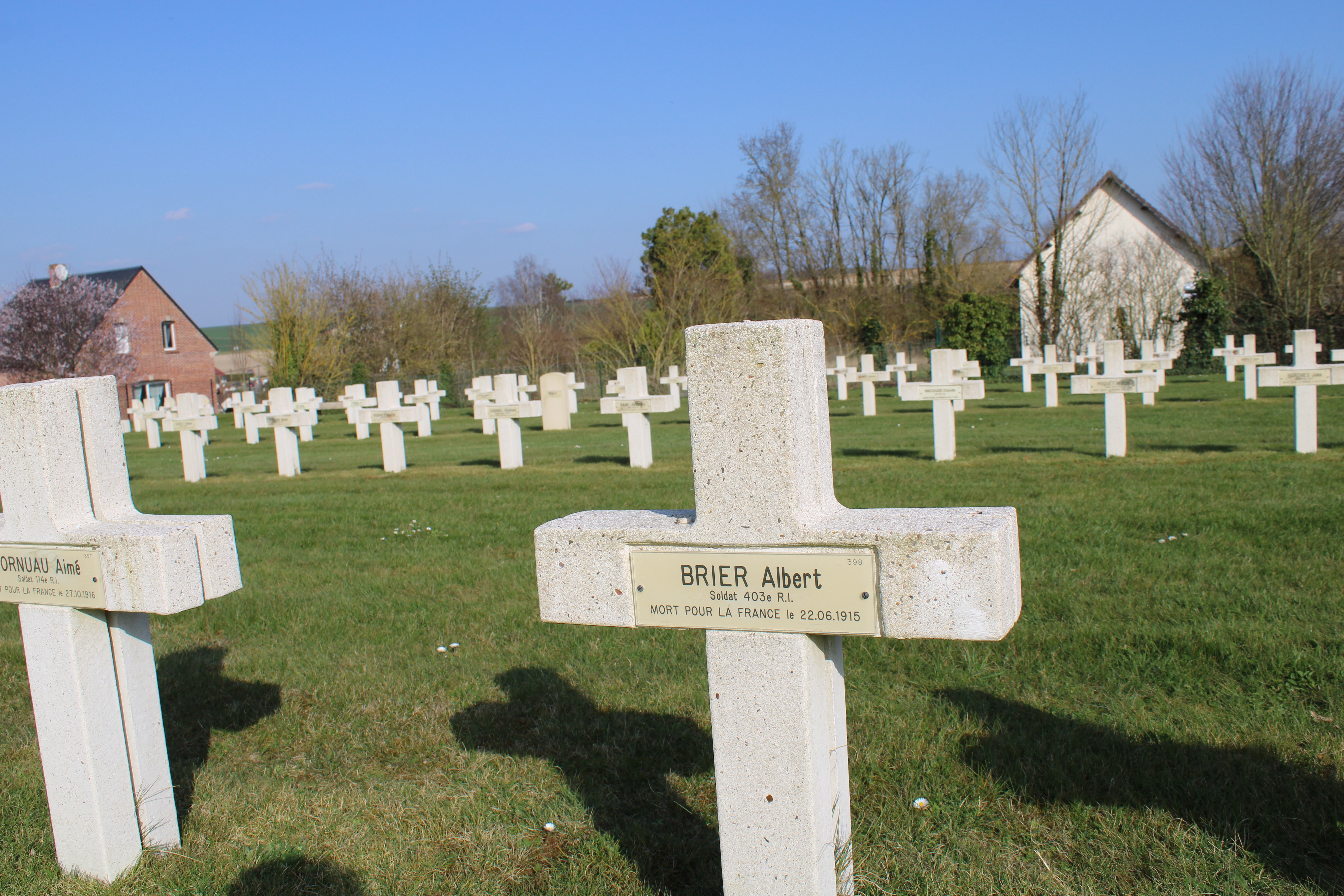
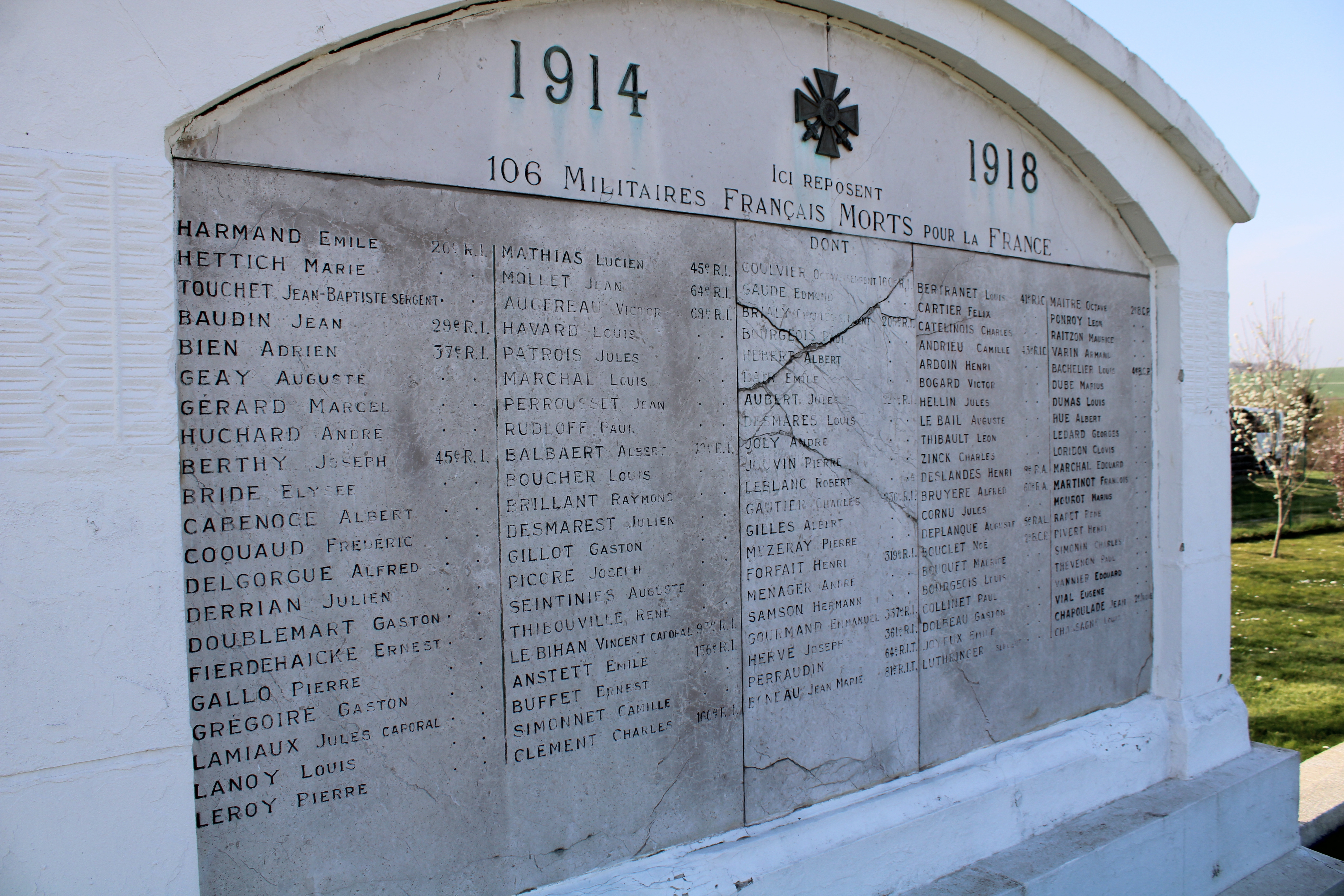

## Pour approfondir